# Табір ВО УПА «Волинь-Південь»

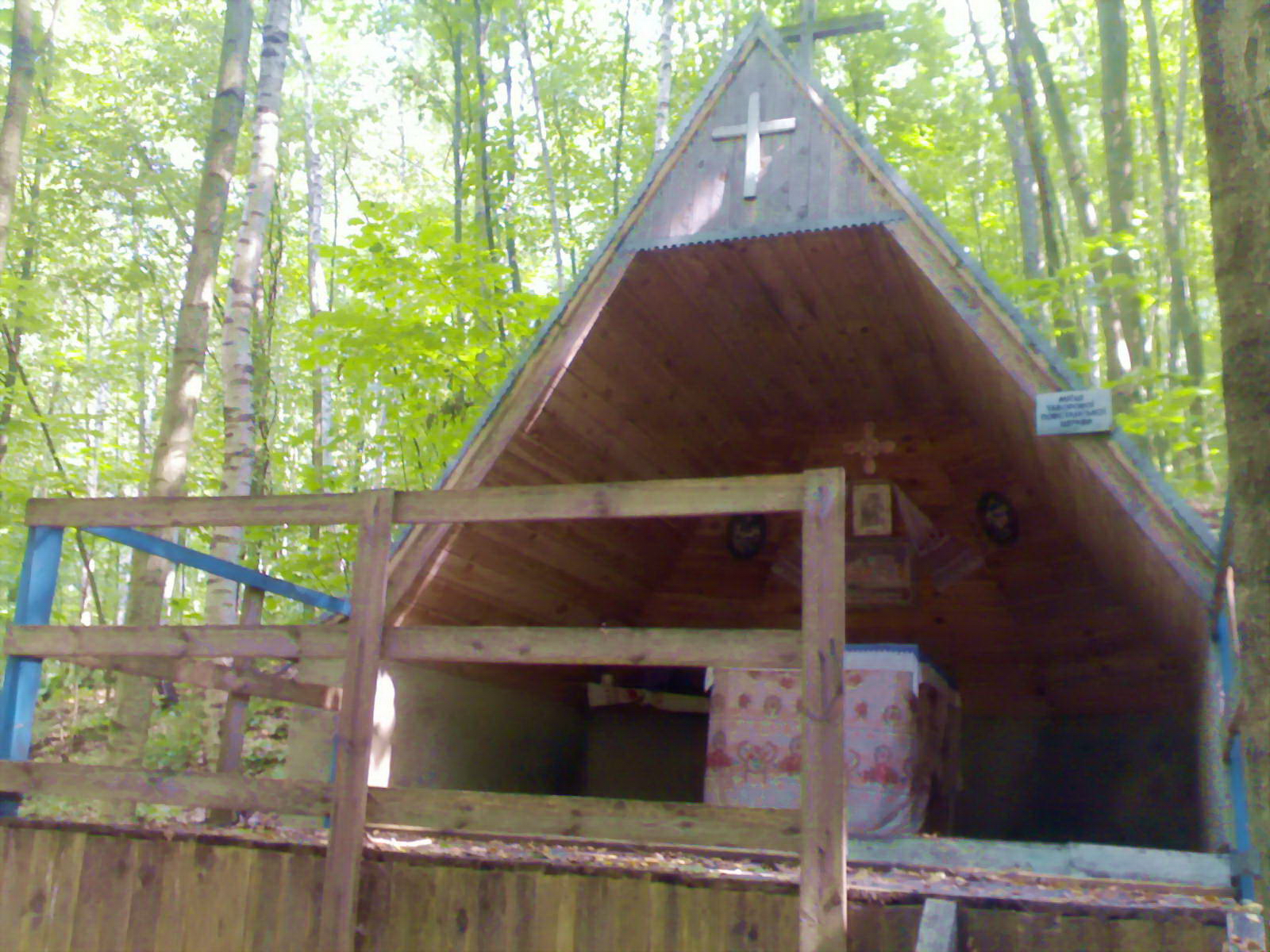
Таборова повстанська церква. Реконструкція.

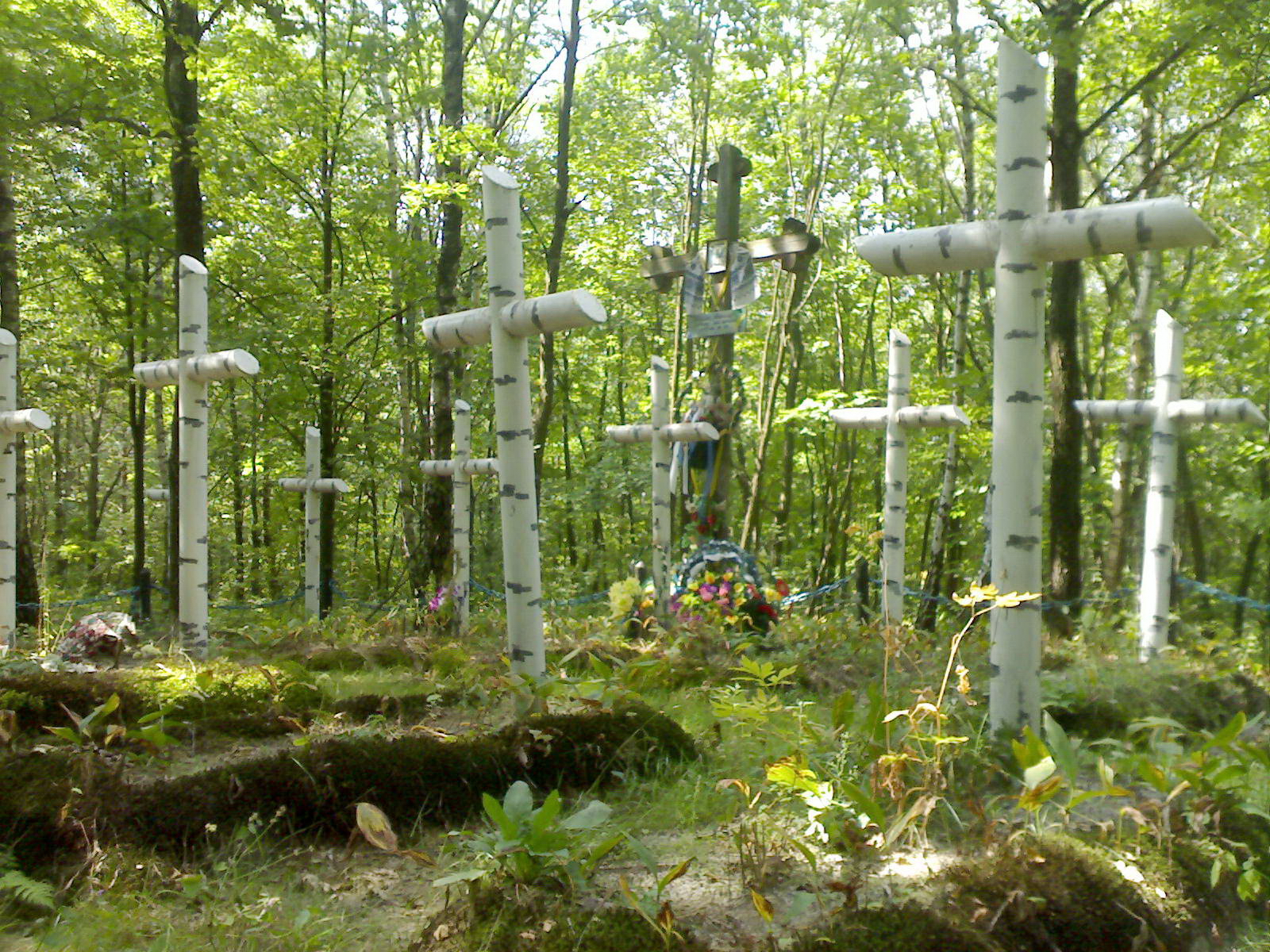
Повстанський цвинтар на території музею.

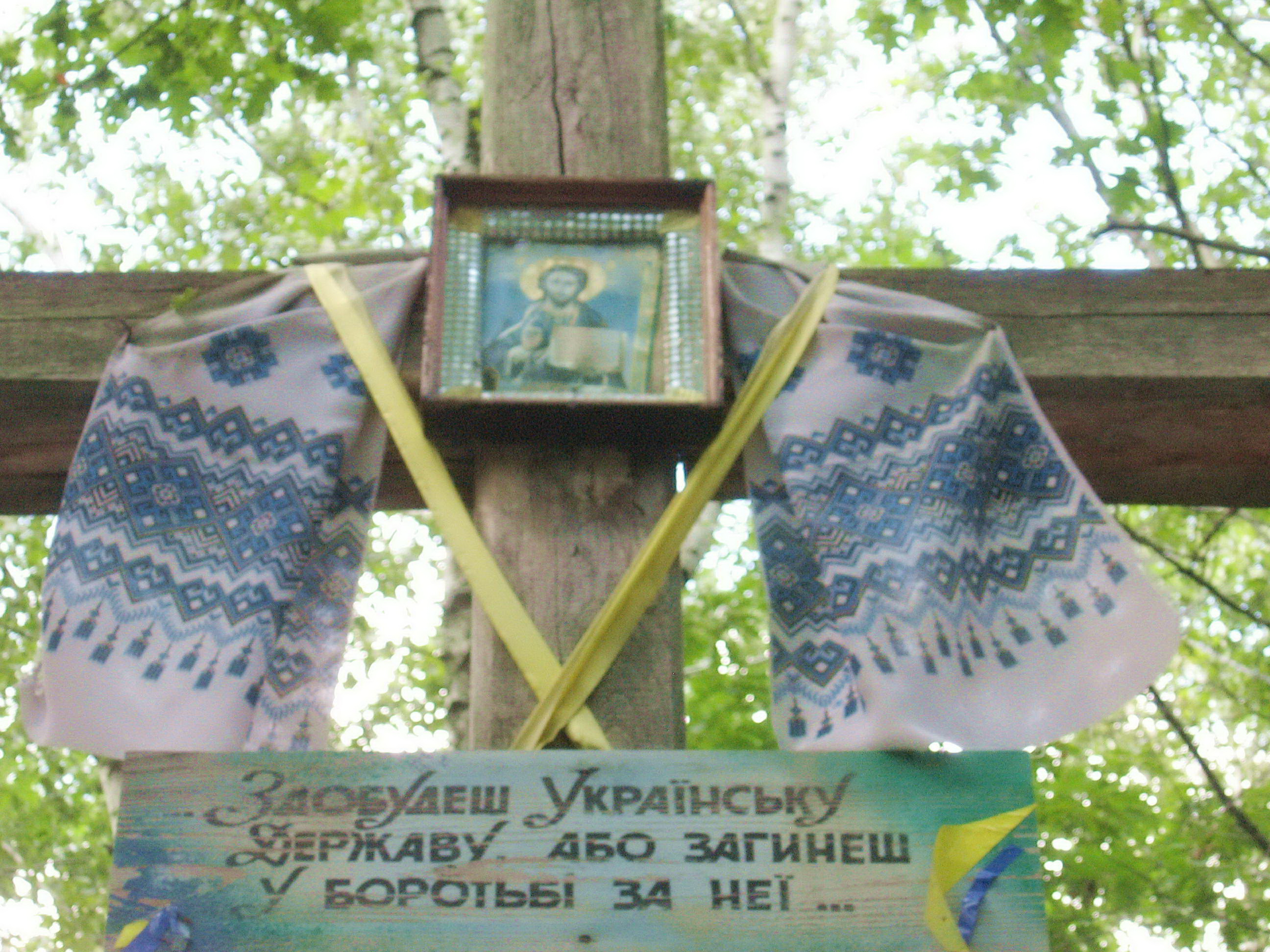
Хрест на повстанському цвинтарі.

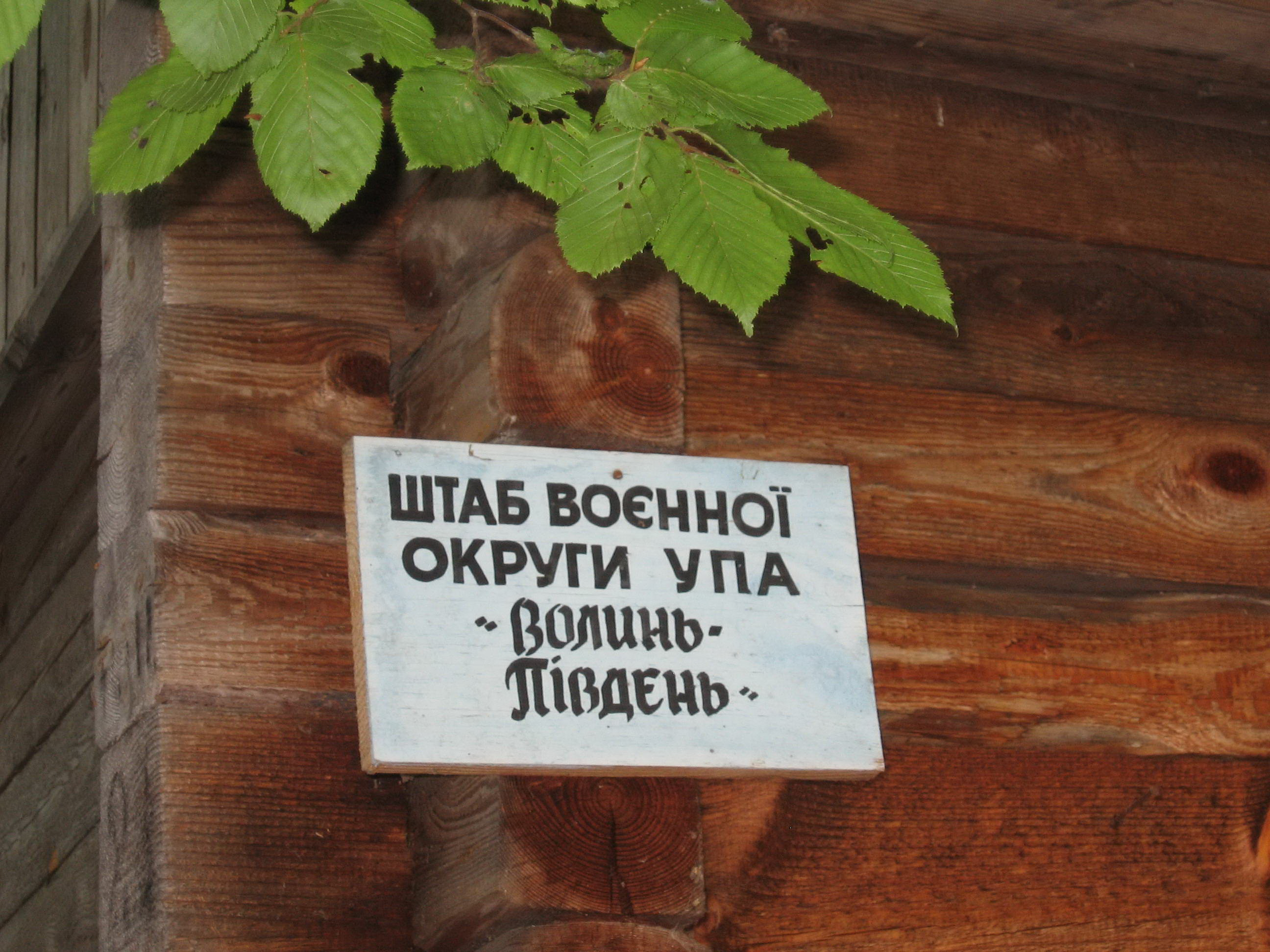
Музейний вказівник "Штаб воєнної округи УПА "Волинь - Південь"".

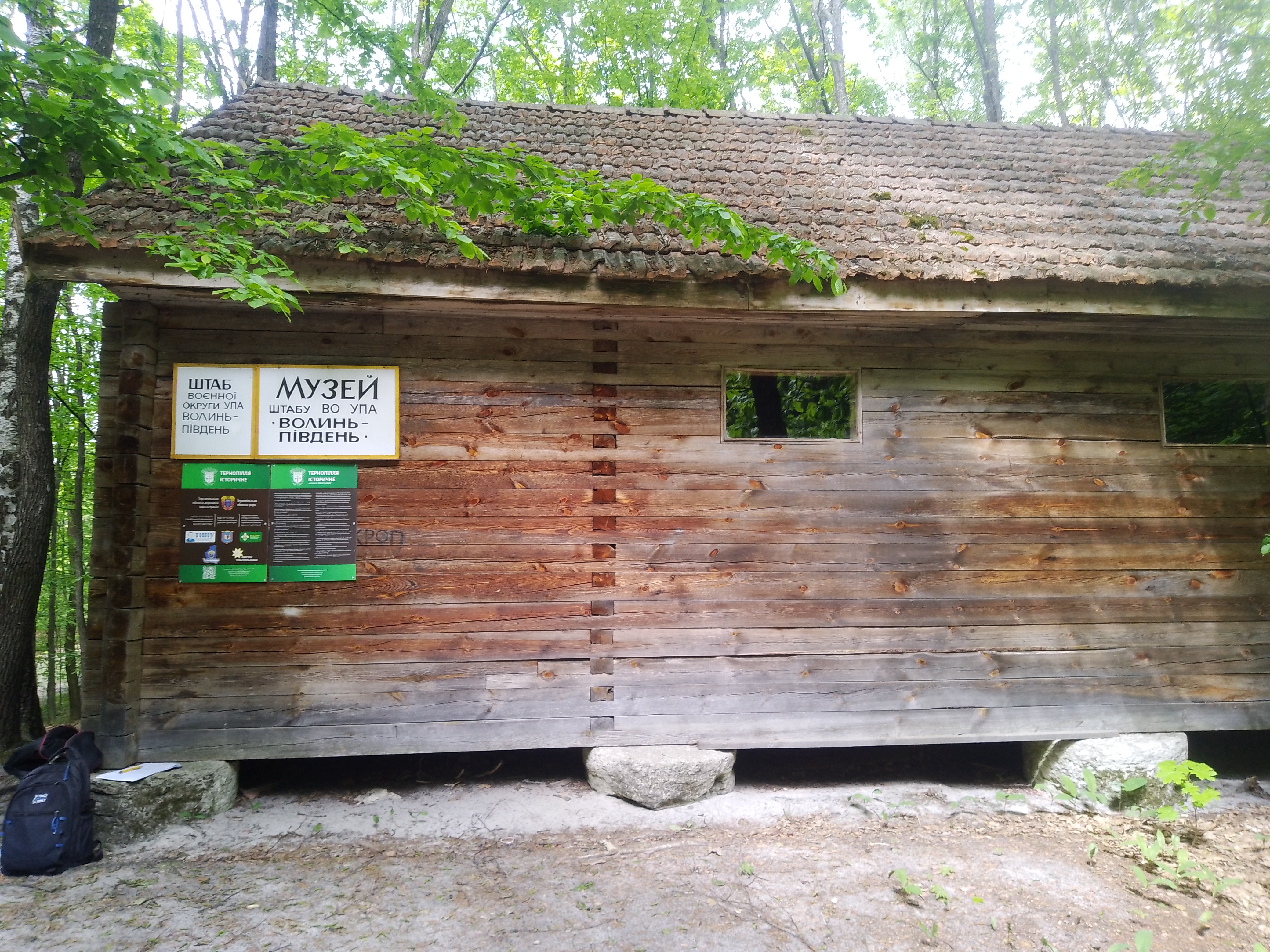
Штаб воєнної округи УПА "Волинь - Південь"

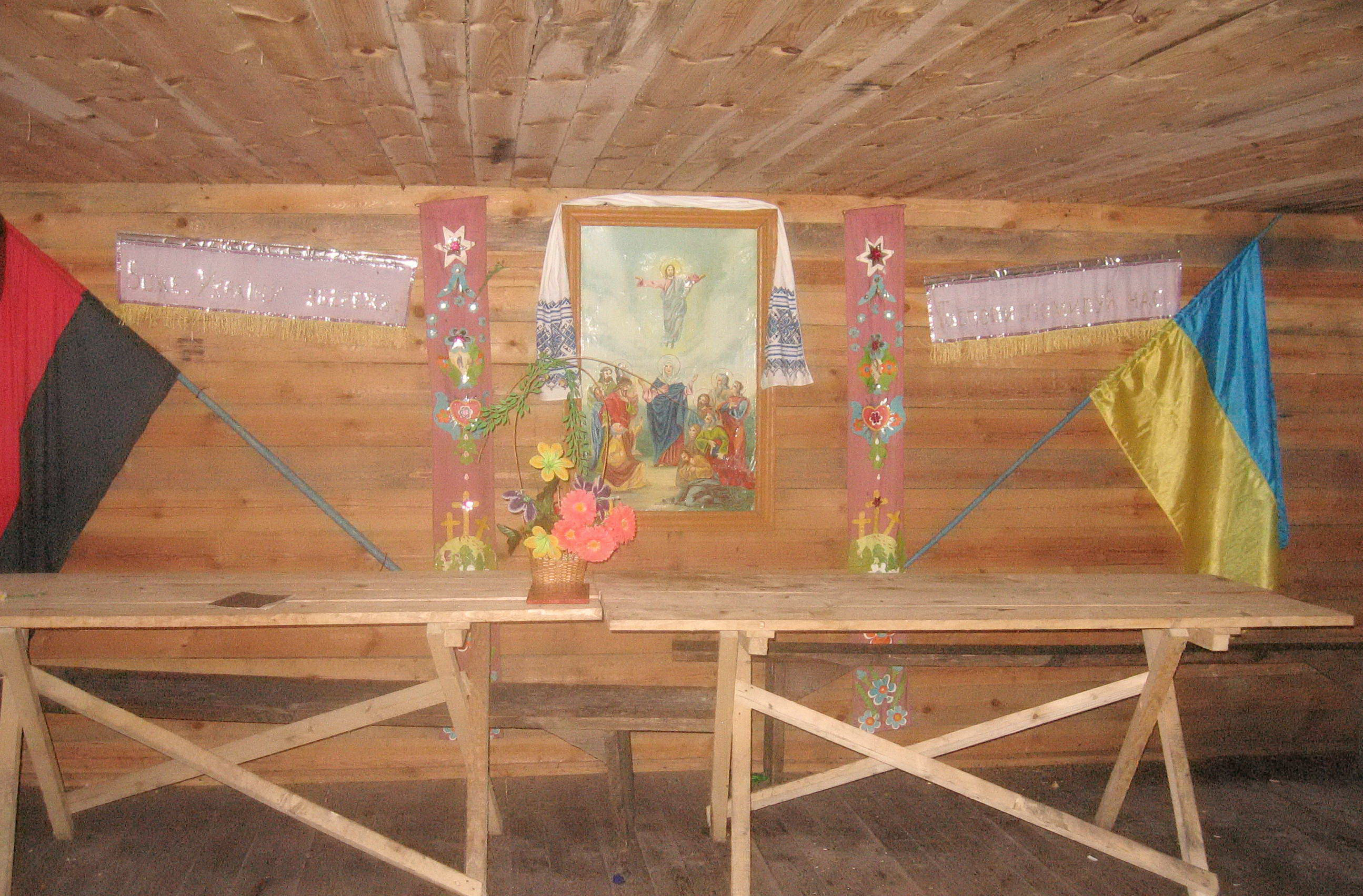
Інтер'єр музею.

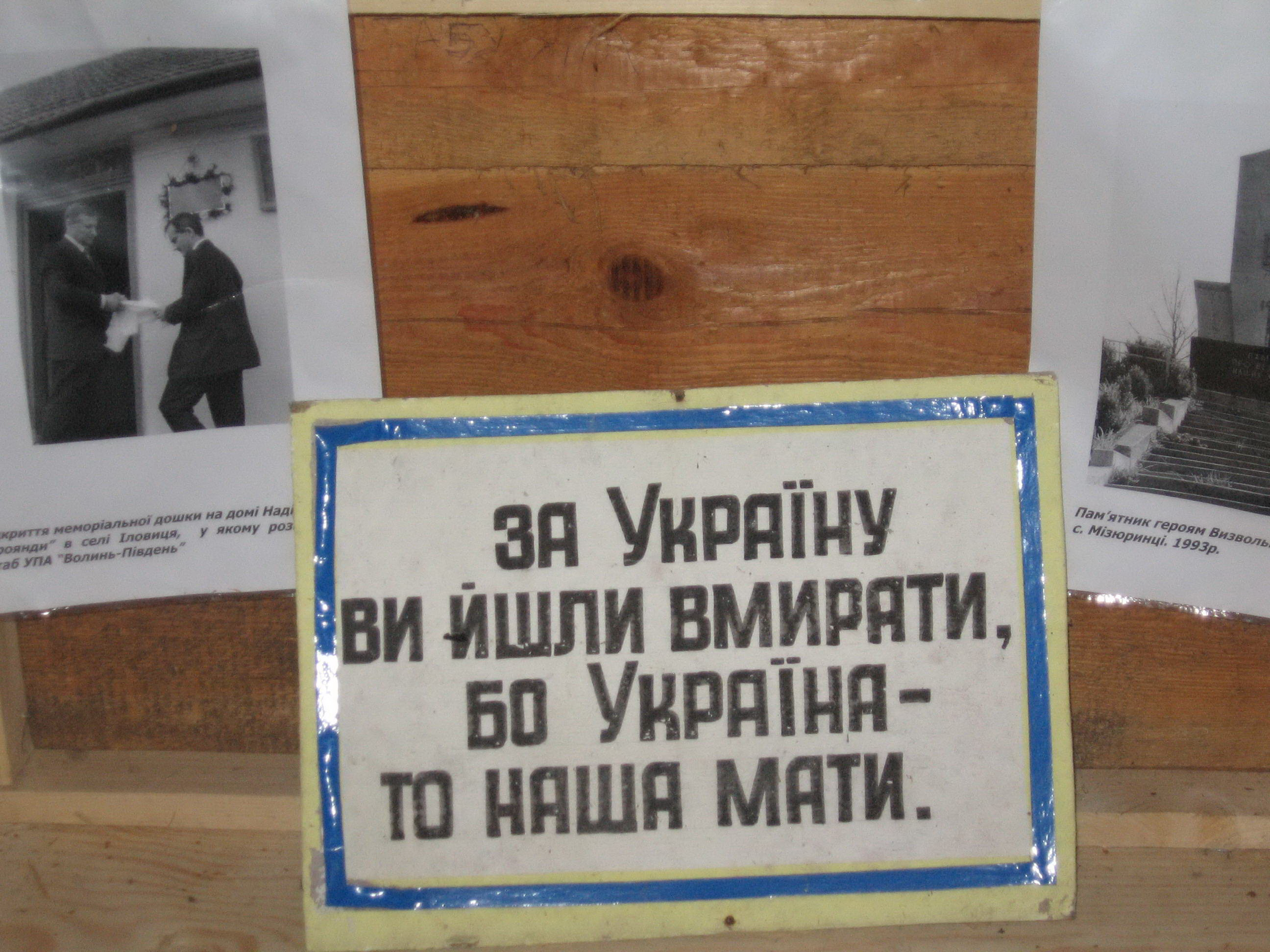
"За Україну ми йшли вмирати, бо Україна - то наша мати".

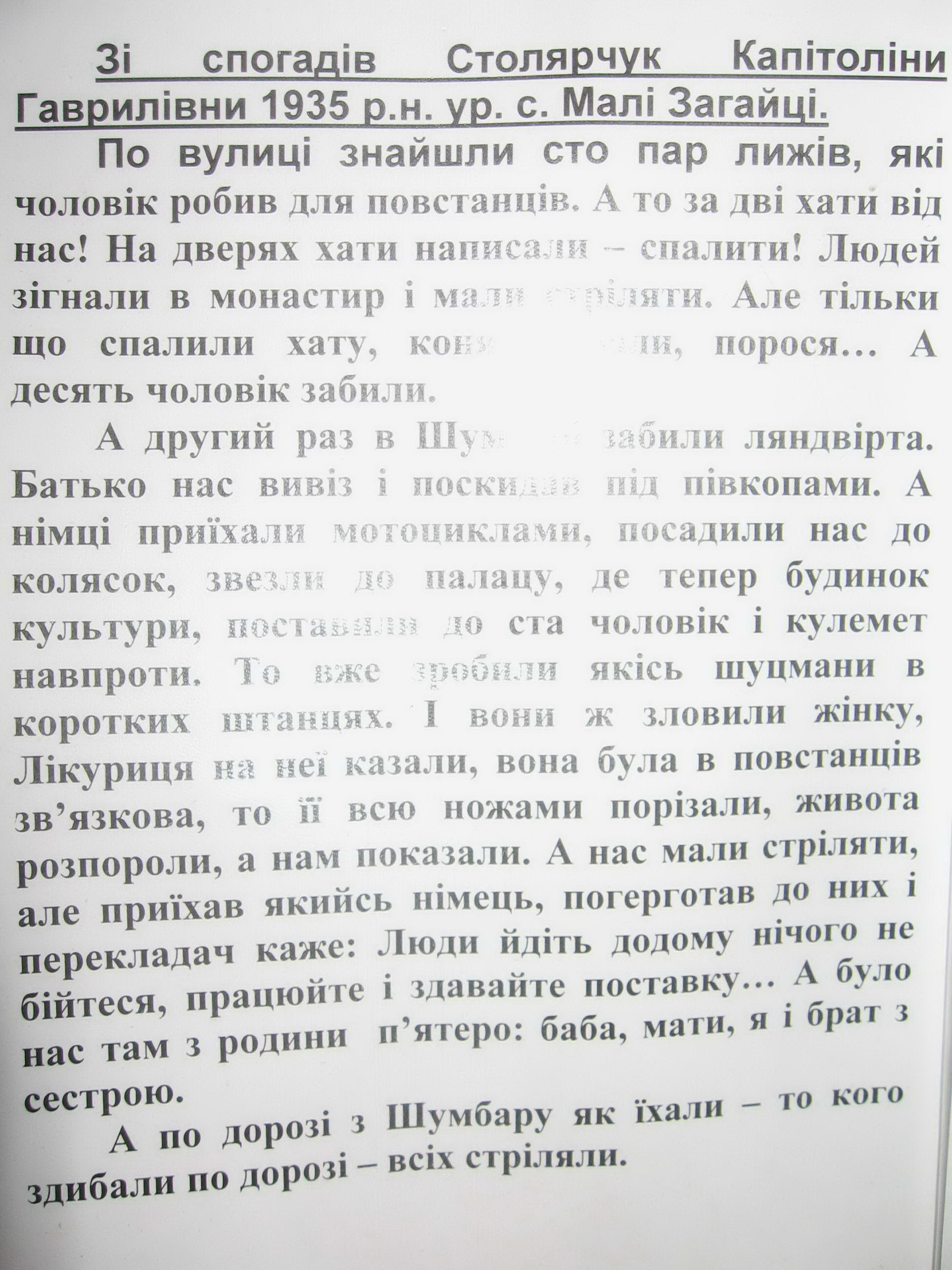
Лист зі спогадами Капітоліни Столярчук. З експозиції музею.

Музей просто неба «Табір ВО УПА «Волинь-Південь» — музейний комплекс на теренах Шумського району Тернопільської області, що присвячений історії героїчної боротьби воїнів УПА за незалежність України.

## Загальне
Північно-західна частина Шумського району вдало поєднує потужний природничо-рекреаційний ресурс. Тут розташовано 3 заказники, 7 пам'яток природи. 87,5% території Стіжоцької та 67% Іловицької сільських рад складають ліси, екологічна чистота повітря і вод даних територій підтверджується існуванням на них цілого ряду рідкісних видів флори і фауни та багату історико-культурну спадщину. Саме на околицях сіл Стіжок, Антонівці, та Велика Іловиця знаходяться знамениті і пам'ятні місця.
За останнє десятиліття матеріали, які презентують північно-західну Шумщину, з'явились в культурно-інформаційному просторі України та світу: книги М. Скорупського, Г. Петрука-Попика, С. Бабія, статті в друкованих та електронних засобах масової інформації, сюжети на загальнодержавних телеканалах та в місцевому телеефірі.
Таким чином, дана територія має достатні передумови для створення та функціонування духовно-культурного музейного комплексу та патріотично-пізнавального туризму. Уже сьогодні тут діють музей історії села Стіжок (на громадських засадах), з 1992 року музей просто неба "Табір УПА "Волинь-Південь" (реконструйований за спогадами очевидців). Планується створення шкільного музею історії села Велика Іловиця за матеріалами уродженців села - краєзнавця-аматора Г.О.Петрука та поета, політичного та громадського діяча Г.М. Петрука-Попика. Згадані об'єкти відвідують як організовані групи (здебільшого - колективи навчальних закладів та організацій, молодіжні табори тощо), так і аматорські туристичні групи. Аналіз записів у зошитах відвідувачів Антонівського музею просто неба свідчить, що за рік музей відвідує кілька тисяч туристів як з України, так і з-за її меж. Реальна ж цифра відвідуваності є вищою, адже Антонівський музей просто неба є центром щорічних міжобласних заходів до річниць Української Повстанської Армії, а в урочищі "Данилівград" з року в рік відбуваються масові святкування днів Святої Трійці. З 2006 року до цих святкувань приурочено регіональний мистецько-краєзнавчий фестиваль "Братина".
Дана територія знаходиться на найкоротшому шляху, який зв'язує потужні культурно-туристичні центри Тернопільської (Кременець, Почаїв) та Рівненської (Остріг, Межиріч, Корець) областей. З Рівненської сторони уже робляться кроки для освоєння цього маршруту культурно-туристичними об'єктами (музей Уласа Самчука в с. Дермань, меморіальний комплекс та монастир в урочищі "Гурби" Здолбунівського району).
Поряд з цим існує ряд факторів, що стримують подальший розвиток північно-західної Шумщини як одного з туристичних центрів. Експозиції вже існуючих музеїв не забезпечують висвітлення на сучасному інформаційно-видовищному рівні історичних матеріалів (експозиція музею с. Стіжок виготовлена у 80-х роках минулого століття, дещо модернізована на початку 90-х років; у музеї просто неба "Табір УПА "Волинь-Південь" діє тільки імпровізована інформаційна текстово-фотографічна експозиція в штабному будиночку та система вказівників.) Не відповідають сучасним вимогам шляхи сполучення, а заклади, які могли б забезпечити проживання туристів, відсутні взагалі. Така ситуація потребує здійснення комплексу заходів, що дозволять привести туристичну інфраструктуру краю у відповідність до її потенційних можливостей, включити дану територію до загальнодержавної та міжнародної туристичної мережі.

## Музей просто неба
З осені 1942 року на Поліссі та Волині під егідою ОУН планомірно і організовано створювалися збройні загони, які беруть назву – Українська Повстанська Армія. Наприкінці 1942 року ОУН вирішила сформувати великі партизанські сили, поклавши тим самим початок регулярній українській армії. В листопаді 1942 року у Шумських лісах почали діяти перші загони УПА, а у 1943 році було створено табір УПА "Волинь: Південь" із штабом, командиром якого було призначено молодого хлопця – Івана Климишина – легендарного "Крука".
Це був один із героїчних борців за незалежність України, яскравою постаттю в історії УПА. Ще до створення табору УПА "Волинь: Південь" Іван Климишин наприкінці 1942 року організував боївку і почав свій бойовий шлях боротьби за визволення України від всякого роду окупантів. У лютому 1943  року боївка "Крука", заваливши попередньо шляхи до міста, розбила залогу до Кременецької тюрми і випустила на волю в'язнів, яких заарештувало гестапо. Через місяць воїни "Крука" повторили цю акцію.
Навесні 1943 року на трасі Шумськ – Кременець повстанці із загону "Крука" розбили колону машин і здобули для боївки кілька автомашин. Відважний командир цих акцій завоював серед командування вищого складу УПА великий авторитет і йому у віці 24 років було довірено керувати штабом УПА бандерівського напрямку. Разом із цим штабом у Шумських лісах недалеко села Стіжок було створено ще один штаб УПА, мельниківського напрямку, і керував ним Медведський Микола, псевдонім «Хрін». Штаб УПА (Б) мав сильнішу базу ніж штаб УПА (М), тай сам "Крук" був відоміший серед повстанців і населення ніж ""Хрін".
Влітку 1943 року внаслідок зосередження УПА під політичним проводом ОУН Антонівецький табір набуває особливої ваги. Крім  школи старшин та підстаршин  і лікарні тут організовують курси медсестер, пекарню, миловарню, слюсарню, швейну майстерню, невеличкий м'ясокомбінат у самому селі Антонівці. У селі Забара було створено аптеку, збиралися різні лікарські рослини для виготовлення ліків, мазі, настоїв, щоб ними лікувати хворих і поранених повстанців. Також тут виробляли медичне перев'язочні матеріали.
При штабі УПА "Волинь:Південь" створювались підрозділи "Юнаки". Зараховувались туди молоді люди віком від 17 до 19 років. На них було покладено завдання підтримувати зв'язок,  супроводжувати бойові підрозділи, розквартировувати прибулих по квартирах. Юнаки проходили муштру, вчилися мінувати мости і залізничні колії, освоювали практику ведення бою. Крім військових шкіл у селі  М.Іловиця була школа політосвіти. В селі Антонівці у конторі водяного млина знаходилась група пропагандистів і журналістів УПА. Стала виходити газета "Повстанець", як орган УПА. Відбулися пропагандистські рейди в центральні області України.
Однак німці, фронт яких відкочувався назад, не могли миритися з існуванням такого сильного ворога і 20 серпня зробили рішучу спробу ліквідувати табір. Для цього була виділена дивізія СС генерала фон дем Баха зміцнена танкетками. Та вирішальну роль для розгрому табору "Крука" було призначено авіації. Бомбили табір німецькі літаки “Фоке-Вульф 189”.
Антоновецький табір Воєнної округи УПА “Волинь-Південь” в урочищі Дігтярня  – небуденне явище нашої історії. Вже в самому  його розташуванні та побудові злились столітні традиції волинського оборонного зодчества і найновіші для сорокових років минулого століття технічні досягнення. Кожен на власний досвід може відчути якою важкою є дорога на цю кручу, хоча зараз вона спланована й впорядкована. Якраз на таких горах протягом тисячоліття розташовувались нездоланні городи південної Волині – Данилів, Стіжок, Шумськ. Далі проглядається і карб двадцятого століття – лінія оборони з траншеєю повного профілю. УПА у своїй бойовій практиці намагалась творчо поєднувати досвід українських повстанських формувань від Мухи до Махна з напрацюваннями найкращих на той час європейських армій. Зокрема основою навчального процесу в підстаршинських школах УПА були польські, радянські, німецькі військові статути.
Одна з таких підстаршинських шкіл розташовувалась якраз в Антоновецькому таборі. Умовно відтворений літній клас цієї школи. З наочної інформації можна довідатись про зброю різних країн, яка перебувала на озброєнні антоновецьких куренів, її технічні дані, побачити накази командира УПА-Північ Клима Савура та  Головнокомандуючого УПА Тараса Чупринки.
Поруч розташовано будиночок власне штабу. Всередині зараз розгорнута пересувна експозиція “Визвольні змагання на Шумщині”, створена зусиллями музеїв Шумщини та Шумської центральної районної бібліотеки.
Каплиця-курінь встановлена в затишній улоговині на місці таборового храму. Далі за нею – джерело.  Нижче в улоговині розташовувались таборові будівлі пекарні, майстерень. А стежка, що веде вгору виводить на повстанчий цвинтар. Тут в дванадцяти могилах поховані вояки УПА, які померли від ран в таборовому шпиталі і ті, що не мали родини у ближніх селах.